# Unione Sportiva Imolese 1934-1935
Questa pagina raccoglie i dati riguardanti l'Unione Sportiva Imolese nelle competizioni ufficiali della stagione 1934-1935.

## Rosa
| N. |                   | Ruolo | Calciatore          |
| -- | ----------------- | ----- | ------------------- |
|    | Italia (bandiera) | D     | Icilio Baroncini    |
|    | Italia (bandiera) | C     | Nino Beltrandi      |
|    | Italia (bandiera) | P     | Enea Buldrini       |
|    | Italia (bandiera) | A     | Italo Cani          |
|    | Italia (bandiera) | C     | Ivo Caroli          |
|    | Italia (bandiera) | C     | Conti               |
|    | Italia (bandiera) | A     | Giovanni Codrignani |

| N. |                   | Ruolo | Calciatore         |
| -- | ----------------- | ----- | ------------------ |
|    | Italia (bandiera) | A     | Andrea Costa       |
|    | Italia (bandiera) | D     | Raffaele Dall'Osso |
|    | Italia (bandiera) | D     | Innocenzo Gollini  |
|    | Italia (bandiera) | A     | Otello Morini      |
|    | Italia (bandiera) | D     | Bruno Obici        |
|    | Italia (bandiera) | P     | Feruccio Tassinari |
|    | Italia (bandiera) | A     | Renzo Trovabene    |